# Olympische Winterspiele 2002/Teilnehmer (Nepal)
| Gelbes Symbol für Goldmedaillen mit stilisierten Olympischen Ringen | Graues Symbol für Silbermedaillen mit stilisierten Olympischen Ringen | Braundes Symbol für Bronzemedaillen mit stilisierten Olympischen Ringen |
| ------------------------------------------------------------------- | --------------------------------------------------------------------- | ----------------------------------------------------------------------- |
| —                                                                   | —                                                                     | —                                                                       |

Nepal nahm an den Olympischen Winterspielen 2002 im US-amerikanischen Salt Lake City mit einem Athleten teil.
Es war die erste Teilnahme Nepals an Olympischen Winterspielen.

## Skilanglauf
Herren
- Jayaram Khadka
Sprint Freistil: 69. Platz
20 km Verfolgung: 79. Platz (nicht für den 2. Teil qualifiziert)